# Il Puttino
Il Puttino, fu fondato a Firenze nel 1868 da Augusto Ferrante. Della rivista uscirono solo i numeri di maggio e giugno di trentadue pagine ciascuno.
L'Alfiere nei diagrammi era rappresentato da un'aquila. La copertina del primo numero riportava un problema in cinque mosse della contessina Edvige Volponi.